# Lezama (Buenos Aires)

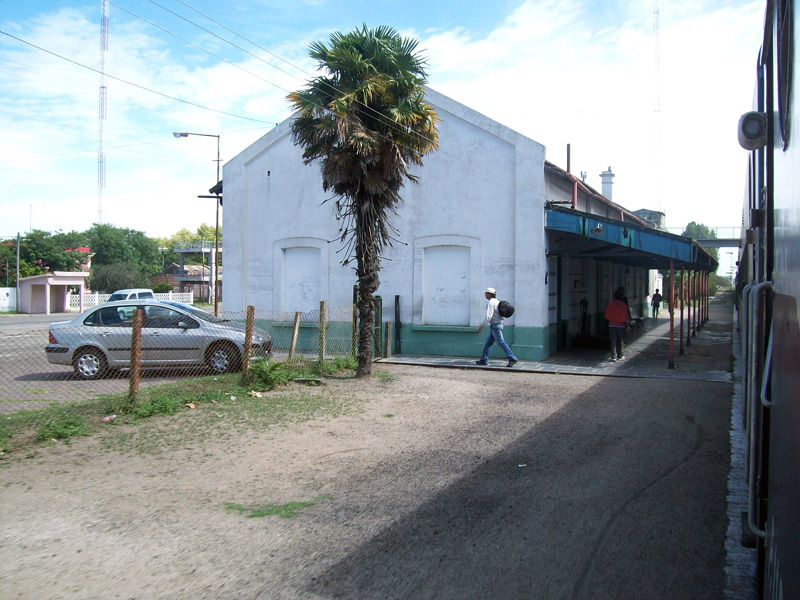
Estação ferroviária de Lezama.

Manuel José Cobo (Estacion Lezama) é uma localidade do partido de Chascomús, da Província de Buenos Aires, na Argentina. Possui uma população estimada em 4.109 habitantes (INDEC 2001).